# Richoniella afra
Richoniella afra är en svampart som beskrevs av Pegler 1977. Richoniella afra ingår i släktet Richoniella och familjen Entolomataceae.   Inga underarter finns listade i Catalogue of Life.